# Ципріс (личинка)

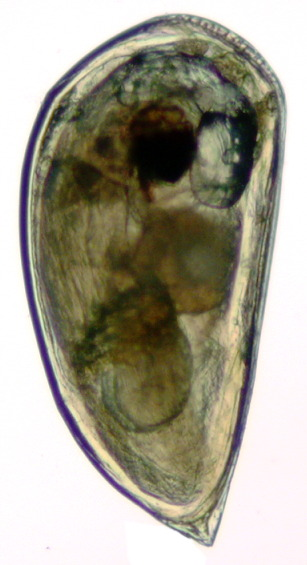
Ципріс (личинка)

Ципріс — остання личинкова стадія розвитку вусоногих ракоподібних (перша — наупліус). Вкрита двостулковою черепашкою, яка подібна до черепашок ракоподібних роду Cypris (звідси і назва личинки). Має просте непарне наупліальне око на передній частині тіла, дві пари антен, мандибули, дві пари максил та шість пар грудних ніг. Черевце редуковано. На цій стадії личинка не живиться, використовуючи поживні речовини, які були накопичені під час наупліальної стадії. Ципріс плаває, потім прикріплюється до дна та стає статевозрілим вусоногим раком. У паразитичних вусоногих ципріс проходить стадію регресивного метаморфозу.